# Elecciones municipales de Ica de 2002
Las elecciones municipales de Ica de 2002 se llevaron a cabo el 17 de noviembre de 2002 para elegir al alcalde y al Concejo Provincial de Ica para el periodo 2003-2006. La elección se celebró simultáneamente con elecciones regionales y municipales (provinciales y distritales) en todo el Perú.

## Sistema electoral
La Municipalidad Provincial de Ica es el órgano administrativo y de gobierno de la provincia de Ica. Está compuesta por el alcalde y el Concejo Provincial.
La votación del alcalde y el concejo se realiza en base al sufragio universal, que comprende a todos los ciudadanos nacionales mayores de dieciocho años, empadronados y residentes en la provincia de Ica y en pleno goce de sus derechos políticos, así como a los ciudadanos no nacionales residentes y empadronados en la provincia de Ica.
El Concejo Provincial de Ica está compuesto por 13 regidores elegidos por sufragio directo para un período de cuatro (4) años, en forma conjunta con la elección del alcalde (quien lo preside). La votación es por lista cerrada y bloqueada. Se asigna a la lista ganadora los escaños según el método d'Hondt o la mitad más uno, lo que más le favorezca.

## Composición del Concejo Provincial de Ica
La siguiente tabla muestra la composición del Concejo Provincial de Ica antes de las elecciones.
| Partidos | Partidos                                         | Regidores |
| -------- | ------------------------------------------------ | --------- |
|          | Lista Independiente Frente Popular Independiente | 7         |
|          | Movimiento Independiente Vamos Vecino            | 3         |
|          | Partido Aprista Peruano                          | 1         |

## Partidos y candidatos
A continuación se muestra una lista de los principales partidos y alianzas electorales que participaron en las elecciones:
| Candidatura | Candidatura | Partidos y alianzas | Candidatos | Candidatos                 | Ideología                                               | Resultado previo | Resultado previo | Ref. |
| Candidatura | Candidatura | Partidos y alianzas | Candidatos | Candidatos                 | Ideología                                               | Votos (%)        | Reg.             | Ref. |
| ----------- | ----------- | --- | ---------- | -------------------------- | ------------------------------------------------------- | ---------------- | ---------------- | ---- |
|             | APRA        | Lista - Partido Aprista Peruano (APRA) |            | Luis Fernández Prada       | Aprismo                                                 | 12.36%           | 1                |      |
|             | SP          | Lista - Somos Perú (SP) |            | Juan Valverde Domínguez    | Democracia cristiana Conservadurismo social             | 9.32%            | 0                |      |
|             | AP          | Lista - Acción Popular (AP) |            | Carlos Palacín Corcuera    | Humanismo Nacionalismo cívico Reformismo                | 1.54%            | 0                |      |
|             | UPP         | Lista - Agrupación Independiente Unión por el Perú - Frente Amplio (UPP)                                                                    |            | Daniel Ascencio Angulo     | Liberalismo Progresismo Socialdemocracia                | 0.86%            | 0                |      |
|             | PP          | Lista - Perú Posible (PP) |            | Sin información disponible | Socioliberalismo Democracia liberal Tercera vía         | Nuevo            | Nuevo            |      |
|             | UN          | Lista - Unidad Nacional (UN) – Partido Popular Cristiano (PPC) – Solidaridad Nacional (SN) – Renovación Nacional (RN) – Cambio Radical (CR) |            | Rafael Yamashiro Oré       | Democracia cristiana Conservadurismo Neoliberalismo     | Nuevo            | Nuevo            |      |
|             | MNI         | Lista - Movimiento Nueva Izquierda (MNI) |            | Américo Reyes Pérez        | Marxismo-leninismo Mariateguismo Socialismo democrático | Nuevo            | Nuevo            |      |
|             | RA          | Lista - Renacimiento Andino (RA) |            | Sin información disponible | Indigenismo Plurinacionalismo Socialdemocracia          | Nuevo            | Nuevo            |      |
|             | RD          | Lista - Reconstrucción Democrática (RD) |            | Luis Huarancca Tipiana     | Humanismo                                               | Nuevo            | Nuevo            |      |
|             | FREPROI     | Lista - Frente Regional Progresista Iqueño (FREPROI)                                                                                        |            | Miguel Vásquez Anicama     | Regionalismo iqueño                                     | Nuevo            | Nuevo            |      |
|             | IND         | Lista - Lista Independiente N° 1 Movimiento Independiente Fuerza Ica                                                                        |            | Mariano Nacimiento Quispe  | Localismo iqueño                                        | Nuevo            | Nuevo            |      |

## Resultados

### Sumario general
| |                                                                   |              |              |              |           |           |  |  |
| Partidos y coaliciones | Partidos y coaliciones                                            | Voto popular | Voto popular | Voto popular | Regidores | Regidores |  |  |
| Partidos y coaliciones | Partidos y coaliciones                                            | Votos        | %            | ±pp          | Total     | +/−       |  |  |
| | Partido Aprista Peruano (APRA)                                    | 44,813       | 30.55        | +18.19       | 8         | +7        |  |  |
| | Unidad Nacional (UN)                                              | 39,820       | 27.14        | Nuevo        | 3         | +3        |  |  |
| | Lista Independiente N° 1 Movimiento Independiente Fuerza Ica      | 22,849       | 15.57        | n/a          | 2         | +2        |  |  |
| | Perú Posible (PP)                                                 | 8,679        | 5.92         | Nuevo        | 0         | ±0        |  |  |
| | Agrupación Independiente Unión por el Perú - Frente Amplio (UPP)1 | 7,925        | 5.40         | +4.54        | 0         | ±0        |  |  |
| | Frente Regional Progresista Iqueño (FREPOI)                       | 6,978        | 4.76         | Nuevo        | 0         | ±0        |  |  |
| | Reconstrucción Democrática (RD)                                   | 5,837        | 3.98         | Nuevo        | 0         | ±0        |  |  |
| | Acción Popular (AP)                                               | 5,380        | 3.67         | +2.13        | 0         | ±0        |  |  |
| | Somos Perú (SP)2                                                  | 1,951        | 1.33         | –7.99        | 0         | ±0        |  |  |
| | Movimiento Nueva Izquierda (MNI)                                  | 1,292        | 0.88         | Nuevo        | 0         | ±0        |  |  |
| | Renacimiento Andino (RA)                                          | 1,183        | 0.81         | Nuevo        | 0         | ±0        |  |  |
| |                                                                   |              |              |              |           |           |  |  |
| Total | Total                                                             | 146,707      |              |              | 13        | +2        |  |  |
| |                                                                   |              |              |              |           |           |  |  |
| Votos válidos | Votos válidos                                                     | 146,707      | 87.38        | –4.42        |           |           |  |  |
| Votos en blanco | Votos en blanco                                                   | 10,798       | 6.43         | +1.70        |           |           |  |  |
| Votos nulos | Votos nulos                                                       | 10,387       | 6.19         | +2.73        |           |           |  |  |
| Votos emitidos | Votos emitidos                                                    | 167,892      | 88.53        | +2.89        |           |           |  |  |
| Abstenciones | Abstenciones                                                      | 21,745       | 11.47        | –2.89        |           |           |  |  |
| Votantes registrados | Votantes registrados                                              | 189,637      |              |              |           |           |  |  |
| |                                                                   |              |              |              |           |           |  |  |
| Fuente: |                                                                   |              |              |              |           |           |  |  |
| Notas al pie: 1 Comparado con los resultados de Unión por el Perú (UPP) en las elecciones de 1998. 2 Comparado con los resultados de Movimiento Independiente Somos Perú (SP) en las elecciones de 1998. |                                                                   |              |              |              |           |           |  |  |
| Notas al pie: |                                                                   |              |              |              |           |           |  |  |
| 1 Comparado con los resultados de Unión por el Perú (UPP) en las elecciones de 1998. 2 Comparado con los resultados de Movimiento Independiente Somos Perú (SP) en las elecciones de 1998.               |                                                                   |              |              |              |           |           |  |  |

## Elecciones municipales distritales

### Resultados por distrito
La siguiente tabla enumera el control de los distritos de la provincia de Ica. El cambio de mando de una organización política se resalta del color de ese partido.
| Distrito                | Alcalde(sa) titular     | Partido político | Partido político              | Alcalde(sa) electo(a)  | Partido político | Partido político            |
| ----------------------- | ----------------------- | ---------------- | ----------------------------- | ---------------------- | ---------------- | --------------------------- |
| La Tinguiña             | Juan Vargas Valle       |                  | Partido Aprista Peruano       | Carlos Reyes Roque     |                  | Partido Aprista Peruano     |
| Los Aquijes             | Julio Hernández Morón   |                  | Acción y Paz                  | Carlos Osorio Vargas   |                  | Partido Aprista Peruano     |
| Ocucaje                 | Luis Guevara Uchuya     |                  | Vamos Vecino                  | Pablo Vargas Díaz      |                  | Partido Aprista Peruano     |
| Pachacútec              | Juan Salcedo López      |                  | Frente Popular Independiente  | Fausto Tipismana Cahua |                  | Reconstrucción Democrática  |
| Parcona                 | Arturo Palante Coronado |                  | Vamos Vecino                  | Tito Huamán López      |                  | Partido Aprista Peruano     |
| Pueblo Nuevo            | Ismael Anicama Torres   |                  | Frente Independiente Avanzada | Julio Condori Flores   |                  | Frente Regional Progresista |
| Salas                   | Luis Murguía Vílchez    |                  | Frente Popular Independiente  | Luis Murguía Vílchez   |                  | Unidad Nacional             |
| San José de los Molinos | Jorge Fuentes Huarcaya  |                  | Vamos Vecino                  | Jorge Gómez Injante    |                  | Partido Aprista Peruano     |
| San Juan Bautista       | Víctor Astorga Ramos    |                  | Vamos Vecino                  | Jorge Quispe Saavedra  |                  | Reconstrucción Democrática  |
| Santiago                | Ismael Carpio Solís     |                  | Vamos Vecino                  | César Salazar Carpio   |                  | Partido Aprista Peruano     |
| Subtanjalla             | Ambrosio Cavero Donayre |                  | Vamos Vecino                  | Julio Pecho García     |                  | Partido Aprista Peruano     |
| Tate                    | Walter Quispe Uchuya    |                  | Partido Aprista Peruano       | Luis Córdova Cahua     |                  | Fuerza Ica                  |
| Yauca del Rosario       | Máximo Rojas Oncebay    |                  | Frente Popular Independiente  | Carlos Rojas Astocaza  |                  | Unidad Nacional             |